# Edward Troughton
Pour les articles homonymes, voir Troughton.
Edward Troughton (octobre 1753-12 juin 1835) est un fabricant d'instruments scientifiques britannique, notable pour ses instruments astronomiques.

## Biographie
En 1779, il devient le partenaire de son frère John et prend rapidement la réputation d'un des meilleurs fabricants d'instruments d'aide à la navigation, à la topographie et à l'astronomie. Il fabrique avec Stephen Groombridge un cercle azimutal utilisé pour compiler son catalogue d'étoiles. Il ne fait pas que fabriquer des instruments mais en conçoit et invente aussi des nouveaux.
Troughton reçoit la médaille Copley de la Royal Society en 1809. En 1826, de santé vacillante, il s'associe avec William Simms et la firme devient connue sous le nom de Troughton & Simms.
Il est le plaignant dans l'affaire Troughton-South : South, n'étant pas satisfait de la qualité d'une monture équatoriale, refuse de payer Troughton. Avec l'aide informelle de Richard Sheepshanks, Troughton a gain de cause, ce qui conduit South à détruire l'instrument en question par dépit.
Troughton est daltonien, ce qui explique qu'il n'ait jamais construit de télescope.